# Quirin Mickl

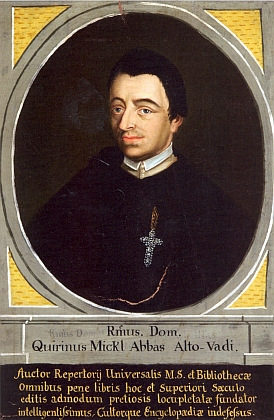
Abt Quirin Mickl

Quirin Mickl SOCist (* 13. Mai 1711 in Augezd-Ostrolow; † 23. Februar 1767 in Hohenfurt) war Abt des Klosters Hohenfurt.

## Leben
Quirin Mickl war der gelehrteste Hohenfurter Abt. Schon vor seinem Klostereintritt (1731) zum Bakkalaureus der Philosophie promoviert, erwarb er später noch Doktorate in Theologie und beiden Rechten (Zivil- und Kirchenrecht). Nach seiner Priesterweihe 1734 lehrte er Philosophie im Kloster und war dann Theologieprofessor am Kolleg St. Adalbert in Prag, bis er am 28. Dezember 1747 zum Abt gewählt wurde.
Als Jurist konnte er erfolgreich mehrere von verschiedener Seite angefochtene Rechte des Klosters verteidigen, vor allem um die Besetzung der Pfarreien mit Stiftspriestern, und im Zusammenhang damit 1749 den staatlichen Behörden die Rechtmäßigkeit des Stiftsbesitzes nachweisen. Im Kloster ließ er den Bibliothekstrakt bauen und das Archiv einrichten. Außerdem legte er eine Naturalien-, Antiken- und Münzsammlung und eine Bildergalerie an. 1759 feierte das Stift sein 500-jähriges Jubiläum.
Von Abt Quirins hohem Ansehen im In- und Ausland zeugen zahlreiche, ihm namentlich gewidmete philosophische und theologische Disputationen. Sein eigener handschriftlicher Nachlass umfasst 48 Foliobände und mehr als hundert Hefte in Quartformat, deren bedeutendstes Werk eine 33-bändige Enzyklopädie über philosophische und theologische Druckschriften ist.

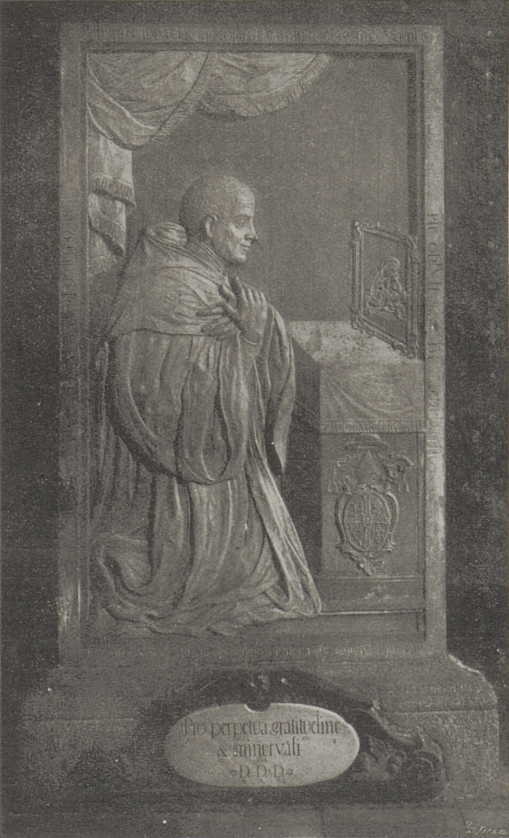
Abt Quirin Mickl

## Werke
- Lucubratio theologico-moralis circa praecipuum moralitatis systema de conscientia et actibus humanis Prag 1747